# Barbibucca biremis
Barbibucca biremis är en insektsart som först beskrevs av Hermann Julius Kolbe 1900.  Barbibucca biremis ingår i släktet Barbibucca och familjen Nemopteridae. Inga underarter finns listade i Catalogue of Life.